# Обличчя нації
Обличчя нації (en.Face the Nation) — це щотижнева американська програма новин та ранкових зв’язків із громадськістю, що виходить у неділю по радіо та телебаченню мережі CBS. Створений Френком Стентоном у 1954 році, Face of Nation - одна з найдовших інформаційних програм в історії телебачення . 
Зазвичай програма містить інтерв'ю з видатними американськими чиновниками, політиками та авторами з подальшим аналізом групи журналістів. Маргарет Бреннан - теперішня модераторка Face of the Nation, замінила колишнього господаря Джона Дікерсона  під час декретної відпустки Бренан.  
Повна година трансляції шоу в прямому ефірі з студії CBS News Вашингтон, округ Колумбія, о 10:30 за східним часом, хоча деякі станції затримують або скорочують епізоди, щоб підібрати місцеві та спортивні програми. 
У 2017 році, аудиторія Обличчя нації' була найбільшою з усіх  недільних ток-шоу, з в середньому 3.538 мільйона глядачів. NBC конкурент Зустріч з пресою активно змагалися за титул в 2018 році, обійшовши аудиторію Обличчя нації ' в протягом декількох місяців.  

## Формат
Подібно до своїх конкурентів у недільний ранок, «Face of Nation» починає кожен епізод з короткого сегменту «анонсу подій», який переглядає події тижня та гостей дня, за допомогою музичного супроводу додає тематику шоу. 
У перші півгодини програми зазвичай розміщені інтерв'ю видатних політиків, часто депутатів та представників кабінету чи Білого дому, які відповідають на питання щоденних новин. 
Програма другого півгодини програми переходить до більш орієнтованих на дискусії сегментів, включаючи інтерв'ю відомих авторів з майбутніми книгами та щотижневе обговорення круглого столу з поворотним складом учасників дискусії. 
На відміну від деяких своїх конкурентів, «Face of Nation» зазвичай запрошує коментувати лише журналістів та оглядачів, не допускаючи нинішніх та колишніх політиків до участі в дискусіях 
Під час великих новинних подій або найсвіжіших новин програма часто публікує звіти різних кореспондентів CBS News перед інтерв'ю дня, щоб дати можливість гостям відповісти на останні новини. 

## Поширення
Подивіться у перші півгодини ефіру на телевізійних станціях CBS по всій території США, як правило, вранці. У 2018 році мережа цифрової потокової передачі CBS News CBSN розпочала повторну трансляцію програми о 11:00   ранку, 15:00 та 18:00 Східний час . 
Багато партнерів мережі в ефірі Тихоокеанського часового поясу о 8:30 стикаються з Face the Nation за місцевим часом, слугуючи вступом спортивної програми CBS The NFL Today під час футбольного сезону. 
Аудіо трансляція програми здійснюється також на декількох радіо філій через CBS Radio Network,  і в кінці дня на C-SPAN «s Washington область радіостанції WCSP-FM . CBS Radio також редагує та розповсюджує трохи скорочену версію програми як тижневий подкаст. 

## Історія

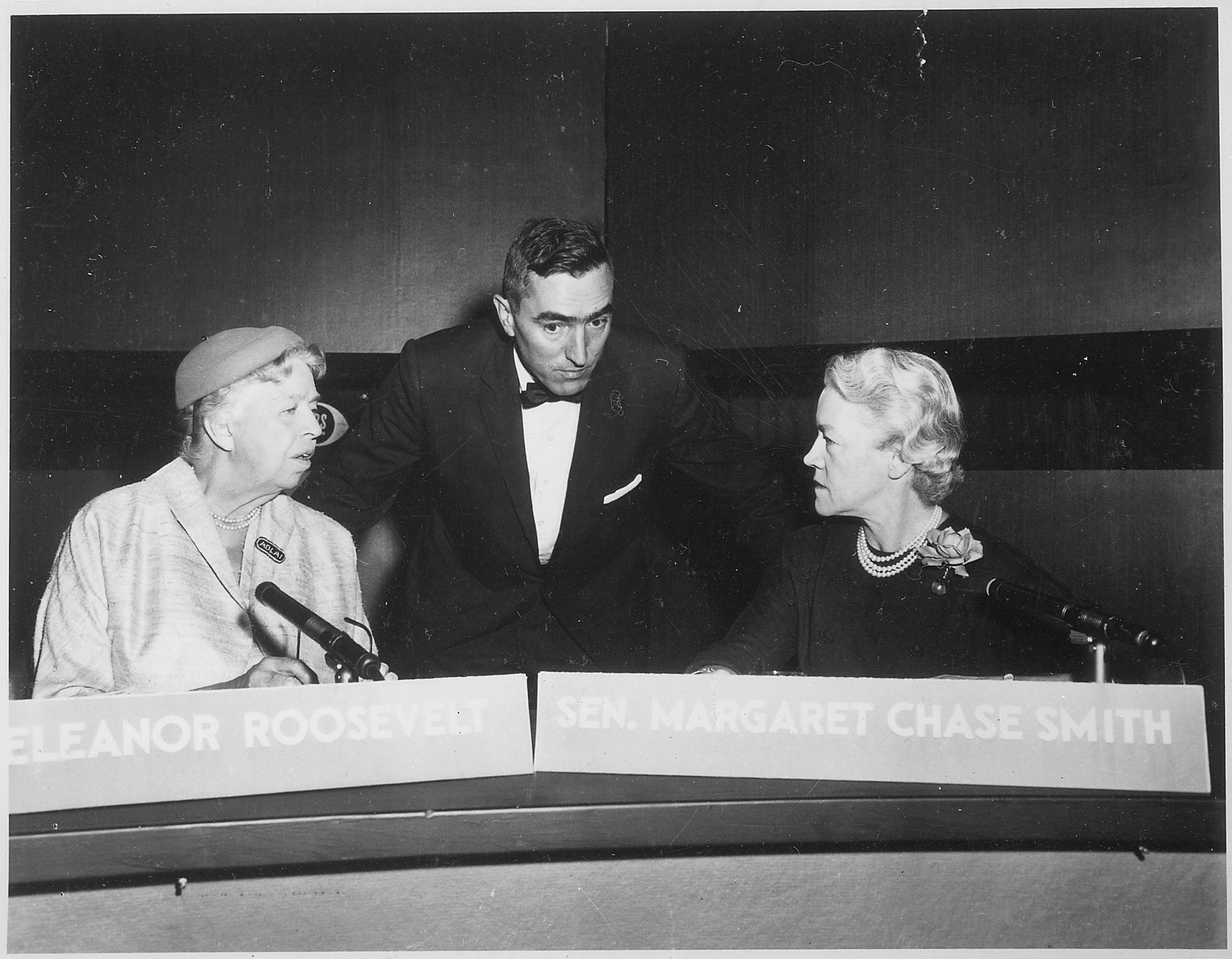
Елеонора Рузвельт та Маргарет Чейз Сміт 11 листопада 1956 року в епізоді " Обличчя нації"

Прем'єра " Face of the Nation" відбулася 7 листопада 1954 р. Та спочатку транслювалася в неділю післяобіднього дня о 2:30   вечора за східним часом. Тоді Білл Шадел був керівником бюро Вашингтону, округ Колумбія, для CBS News . У цій першій програмі його гостем був сенатор Вісконсина Джозеф Маккарті . Гостей рідко планували далеко заздалегідь, щоб постійно бути в курсі поточних новин. 

### Леслі Шталь
Як перша жінка-ведуча Face of Nation, Шталь стала однією з найвпізнаваніших жіночих облич на телебаченні. Вона обіймала цю посаду протягом восьми років, перш ніж залишити її зосередившись на 60 хвилинах. 

### Під Шиффер
У 1991 році Боб Шиффер перейшов на посаду модератора Леслі Шталь, яка обіймала цю посаду вісім років. У програмі Шиффер рейтинг зростав, і програма стала виходити повноцінну годину. Щороку рейтинги піднімалися на понад 3 мільйони глядачів,і Face of Nation перевершив усіх конкурентів у рейтингах.  Шиффер отримав численні нагороди за програмою, серед яких дві «Еммі» за видатні дискусії та аналіз новин, премію Едварда Р. Мерроу та премію Overseas Press Club. 
У липні 2011 року Face the Nation стала останньою ранковою розмовною програмою в неділю, яка розпочала мовлення у високій чіткості (залишивши лише інформаційну програму CBS за ніч " До хвилини" як єдину американську програму новин у великих мережах радіомовлення та кабельних каналах новин, які продовжували працювати у стандартному режимі, доки вона не перетвориться на HD наприкінці листопада 2012 року). Ще одна велика зміна відбулася для програми в грудні 2011 року, коли вона назавжди отримала формат 60 хвилинної передачі. Цей крок відбувся тому, що конкуренти Face Nation, NBC 's Meet the Press , ABC 's This Week, і Fox News Sunday продовжили свої програми на одну годину. 

### Після Шиффер

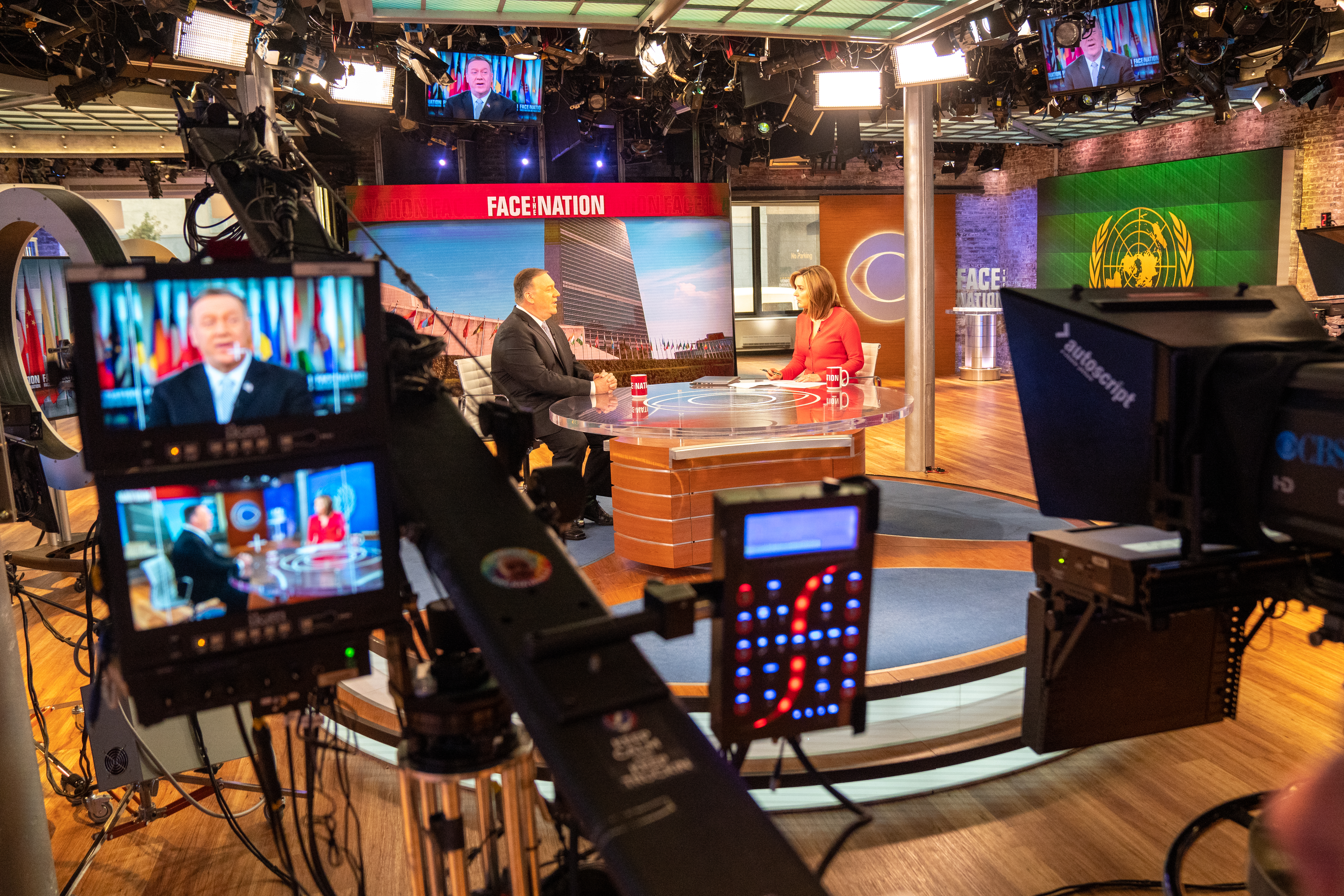
Маргарет Бреннан взяла інтерв'ю у держсекретаря США Майка Помпео у 2019 році.

У 2015 році Боб Шиффер, найтриваліший модератор в історії програми, пішов у відставку після 24 років.  Його замінив Джон Дікерсон 7 червня 2015 року. 
22 лютого 2018 року CBS оголосила Маргарет Бреннан новим ведучим, замінивши Джона Дікерсона, який виконував функції модератора менше трьох років, щоб дозволити йому зосередитись на своїх основних обов'язках на CBS цього ранку .  Бренан - друга ведуча жінка в історії програми, після Леслі Шталь. 
Вона провела численні інтерв'ю з членами адміністрації Трампа, включаючи колишнього держсекретаря Рекса Тіллерсона та голову Комітету з нагляду за домом Трея Гоуді . Маргарет Бреннан також є старшим кореспондентом із закордонних справ мережі. В останньому епізоді перед декретною відпусткою Бренан взяла інтерв'ю у віце-президента Майка Пенса . 

## Модератори
На сьогоднішній день програму прийняли десять модераторів, починаючи з Білла Шаделя . Поточна модераторка Маргарет Бреннан проводить програму з лютого 2018 року. 
Далі наведено список модераторів для Face of Nation : 
| Білл Шадель       | 1954–1955         |
| Стюарт Новінс     | 1955–1960         |
| Говард К. Сміт    | 1960–1961         |
| Пол Нівен         | 1961–1965         |
| Мартін Агронський | 1965–1968         |
| Джордж Герман     | 1968–1983         |
| Леслі Шталь       | 1983–1991         |
| Боб Шиффер        | 1991–2015         |
| Джон Дікерсон     | 2015–2018         |
| Маргарет Бренан   | 2018 – теперішній |

## Тривалість програми
Програма тривала 30 хвилин протягом більшої частини її історії. Протягом попереднього 20-тижневого періоду в квітні 2012 року вона збільшилася до 60 хвилин і 29 липня 2012 року була подовжена до цієї тривалості.  Існує свідома перерва між першою та другою половиною програми, щоб дозволити місцевим філіям розпочати ефір іншої програми, якщо вони бажають це зробити. 
Приблизно 81% станцій, що належать до CBS, випромінюють другі півгодини одночасно з першими;  решта або взагалі не випромінюють другі півгодини, або передають цю програму частиною програми із запізненням, через стан зобов'язань щодо іншого програмування (головним чином, попередньо ігра NFL, що виробляється станцією, що веде в NFL Today, разом із зобов'язаннями E / I та рекламним чи відкритим програмуванням).   Інші станції вибирають ефір другої півгодини після праймерису, слідуючи за пізніми місцевими новинними повідомленнями або в пізніший часовий проміжок, як частину свого пізнього нічного розкладу, хоча кількість станцій, що транслюють повну годину передачі з часом збільшувалася..
Останнім недільним програмою зі зв'язків з громадськістю «Face the Nation» було продовжено їх тривалість до цілої години. Цей крок став способом перемогти конкурентів. 

## У популярних ЗМІ
Обличчя нації кілька разів згадувало Стівена Колберта, використовуючи прізвисько "Обличчя нації". 

## Дивись також
- Хал Роджерс

## Зовнішні посилання
- Офіційний сайт
- Обличчя нації на сайті IMDb (англ.)
- Face the Nation at TV.com